# 春の嵐
『春の嵐』（はるのあらし、原題：Gertrud ）は、ヘルマン・ヘッセが著した小説。1910年に発表された。原題の音訳でそのまま『ゲルトルート』とも呼ばれる。
不慮の事故により身体障害者となってしまったクーンを主人公とし、その友で才能あるオペラ歌手のムオト、クーンに愛されそしてムオトの妻となるゲルトルートとの交流を通してその人生を描く。

## 日本語訳
- 春の嵐 原名ゲルトルート（高橋健二訳、新潮社、1939年 のち文庫）
- 春の嵐（秋山六郎兵衛訳、ヘルマン・ヘッセ全集 第3 三笠書房、1959年 「孤独な魂 ゲルトルート」角川文庫）
- 春の嵐（榛葉英治訳、偕成社 少女世界文学全集、1962年）
- 春の嵐（石丸静雄訳、1967年、旺文社文庫）
- 春の嵐（山本藤枝訳、岩崎書店 ジュニア版世界の文学、1967年）
- 春の嵐（飯吉光夫訳　世界文学全集 32 ヘッセ 集英社、1973年）
- 春の嵐（辻瑆訳、筑摩書房、1977年）
- ゲルトルート（日本ヘルマン・ヘッセ友の会・研究会 編訳 ヘルマン・ヘッセ全集 臨川書店、2006年）